# Abenójar, Ciudad Real
Abenójar là một đô thị thuộc Ciudad Real, Castile-La Mancha, Tây Ban Nha. Theo INE dân số đô thị này năm 2007 là 1.618 người.